# روکوهارا میتسو-جی

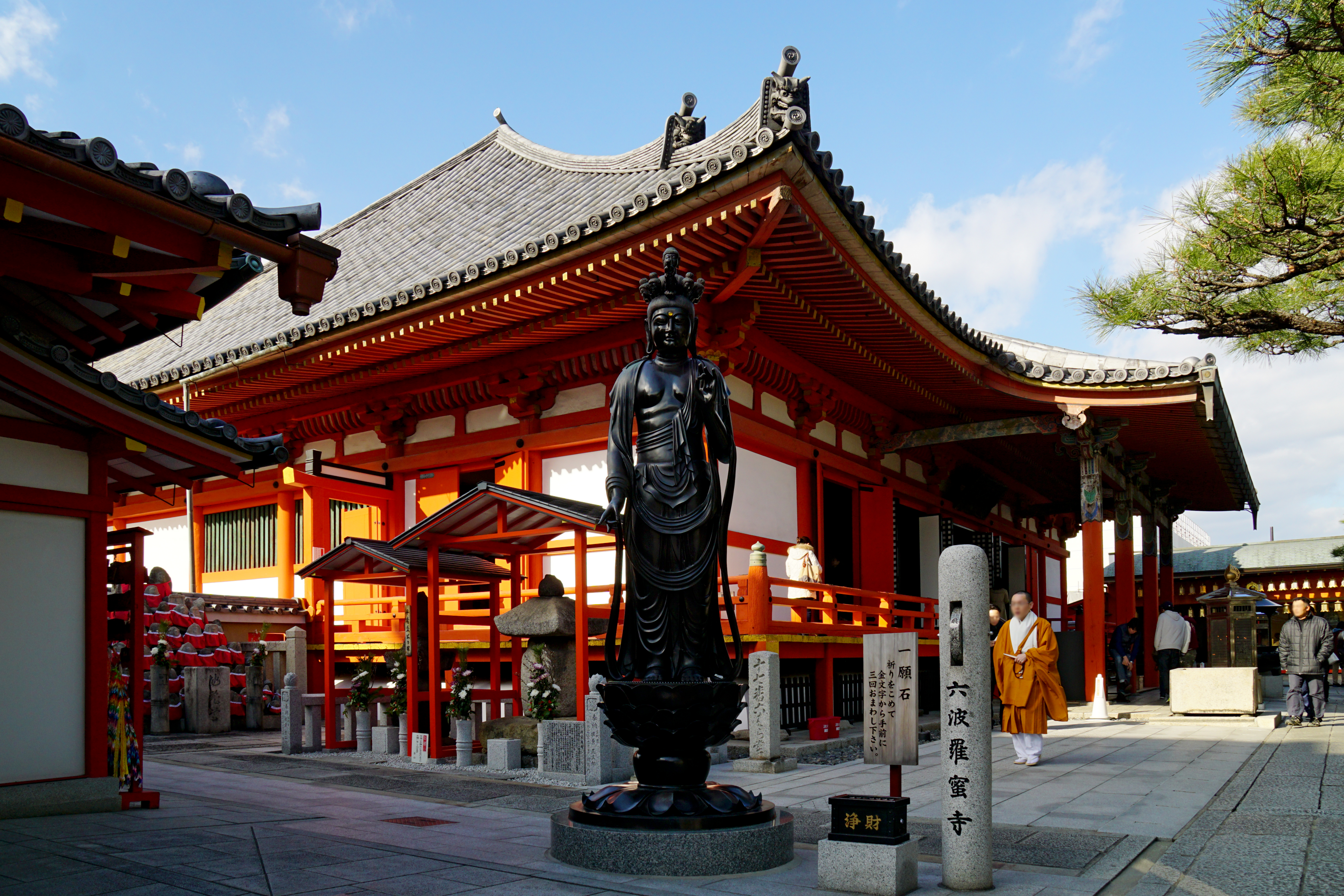

روکوهارا میتسو-جی (به ژاپنی: 六波羅蜜寺 Rokuharamitsu-ji) یک معبد بودایی در ژاپن است که در کیوتو توسط کویا (راهب) ساخته شد.